# Дзеленцы
Дзеленцы (укр. Дзеленці) — село в Волочисском районе Хмельницкой области Украины.
Население по переписи 2001 года составляло 527 человек. Почтовый индекс — 31265. Телефонный код — 3845. Занимает площадь 2,72 км². Код КОАТУУ — 6820980903.

## Местный совет
31265, Хмельницкая обл., Волочисский р-н, с. Дзеленцы